# SENS Research Foundation
Die SENS Research Foundation (Strategies for Engineered Negligible Senescence Research Foundation) ist eine Non-Profit-Organisation, die von Michael Kope, Aubrey de Grey, Jeff Hall, Sarah Marr und Kevin Perrott gegründet worden ist, und ihren Hauptsitz in Mountain View, Kalifornien hat.
Ihre Arbeit erstreckt sich über wissenschaftliche Forschung und öffentliche Fürsprache für die Anwendung regenerativer Medizin, um Alterskrankheiten auszurotten, da nach Angaben der Weltgesundheitsorganisation jedes Jahr etwa 58 Millionen Menschen weltweit sterben; etwa 160.000 Personen pro Tag, von denen etwa 100.000 an altersbedingten Krankheiten sterben.
Bevor die Organisation im März 2009 gegründet wurde, wurden ihre Ziele von der Methuselah Foundation verfolgt. Diese ist auch weiterhin aktiv und stiftete und verwaltet den Methusalem-Maus-Preis, um Forschung auf dem Gebiet der Verjüngung anzuregen.

## Strategies for Engineered Negligible Senescence – SENS
Aubrey de Grey entwickelt Theorien über das menschliche Altern, das er wie eine Krankheit auf ungünstige biochemische Prozesse zurückführt, die durch gezieltes Beeinflussen gestoppt oder umgekehrt werden können. Das von ihm vorgeschlagene Verfahren, das er als Strategien zur Bekämpfung des Alterns/der Alterskrankheiten (Strategies for Engineered Negligible Senescence, kurz SENS, zu deutsch etwa „Strategien, um den Alterungsprozess mit technischen Mitteln vernachlässigbar zu machen“) bezeichnet, basiert auf sieben von ihm propagierten Angriffspunkten.
Als Angriffspunkte wurden über die Lebensspanne allmählich anwachsende Veränderungen im Körper identifiziert, die nach rationalen Erwägungen und vorläufigen experimentellen Erkenntnissen als potenzielle Ursache für das Altern gelten können:
1. Mutationen der Zellkern-DNA / Epimutation
2. Mitochondriale Mutationen
3. Intrazelluläre Abfallprodukte
4. Extrazelluläre Abfallprodukte
5. Proteinverkettung
6. Überflüssige Zellen
7. Verlorenes Gewebe

Hierbei ist, wie es auch in einem solch frühen Stadium der Erforschung vieler Krankheiten der Fall ist, noch nicht ganz klar, ob die beobachteten Veränderungen wirklich als primäre Ursachen fungieren, sekundäre Ereignisse sind oder sich von dem Krankheitsgeschehen eigentlich unabhängig entwickeln.
Grundsätzlich wird vorgeschlagen, durch das Altern verursachte Schäden nachträglich zu beseitigen, anstatt präventiv zu versuchen, einen möglichst schädigungsfreien Stoffwechsel zu etablieren. Zum einen aus organisatorischen Gründen: Da das „Altern an sich“ nicht als Krankheitsbild anerkannt ist, würden klinische Studien von den Zulassungsbehörden nicht genehmigt werden. Außerdem würde ein langfristiges, gewinnbringendes Eingreifen in vorhandene Stoffwechselprozesse des Körpers ein sehr tiefes und komplexes Wissen derer voraussetzten, über das man heute nicht verfügt.

## Forschungsprogramme
Die Stiftung hat an den folgenden Universitäten Forschungsprogramme direkt finanziert oder sich daran beteiligt: Yale University, Harvard University, Cambridge University, University of Texas, Rice University und der University of Arizona.

## Internationale Konferenzen
Bisher fanden sechs SENS-Konferenzen im Queen’s College in England statt. Alle Konferenzen wurden durch de Grey organisiert und versammelten jeweils führende Forscher auf dem Gebiet der Biogerontologie.
Die Konferenzen fanden seit September 2003 alle zwei Jahre statt.
In den Jahren 2014, 2015 und 2016 fanden die „Rejuvenation Biotechnology“-Konferenzen in Santa Clara, Kalifornien statt, die erstmals nicht ausschließlich Forscher, sondern auch Geschäftsleute und Politiker im Fokus hatten.
2018 fand die erste Konferenz der Stiftung mit dem Titel „Undoing Aging“ in Berlin statt. Sie wurde vom deutschen Unternehmer Michael Greve mitorganisiert. Eine Neuauflage für 2019 wurde angekündigt.

## Stiftungsvermögen
Im Jahr 2012 erhielt die Stiftung eine Spende der De-Grey-Familienstiftung in Höhe von 13.100.000 US-Dollar, die gestaffelt für Forschung, Bildung und Öffentlichkeitsarbeit aufgewendet werden soll.
Im Jahr 2013 wurden 2.381.952 US-Dollar dieser Spende investiert. Die Spenden vieler weiterer Unterstützer erzeugten in diesem Jahr zusätzlichen Umsatz von 1.721.904 US-Dollar.
Ende des Jahres 2017 erhielt die Stiftung Spenden in Höhe von umgerechnet über 5 Millionen US-Dollar in Kryptowährungen. Anfang des Jahres 2018 kamen noch einmal umgerechnet 2.400.000 US-Dollar in Form von Ethereum hinzu.

## Kontroverse und Neugründung
Im August 2021 wurde Aubrey de Grey von seiner Position als Chief Science Officer der SENS Research Foundation abberufen, nachdem er laut Stiftung versucht haben soll, in eine unabhängige Untersuchung einzugreifen, die sich mit Vorwürfen sexueller Belästigung befasste. Die unabhängige Untersuchung kam zu dem Schluss, dass de Grey unangemessene Bemerkungen gegenüber zwei Frauen gemacht hatte und versuchte, über Dritte Einfluss auf die Untersuchung zu nehmen.
Im Oktober 2022 gründete de Grey die Longevity Escape Velocity (LEV) Foundation, eine Non-Profit-Organisation mit Sitz in Kalifornien, die sich der Finanzierung und Durchführung von Forschungsprojekten zur Prävention und Umkehr altersbedingter Schäden widmet. De Grey ist Präsident und Chief Science Officer der LEV Foundation, die unter anderem das Projekt „Robust Mouse Rejuvenation“ zur Untersuchung synergistischer Verjüngungstherapien bei Mäusen betreibt.